# Adolfo Guiard

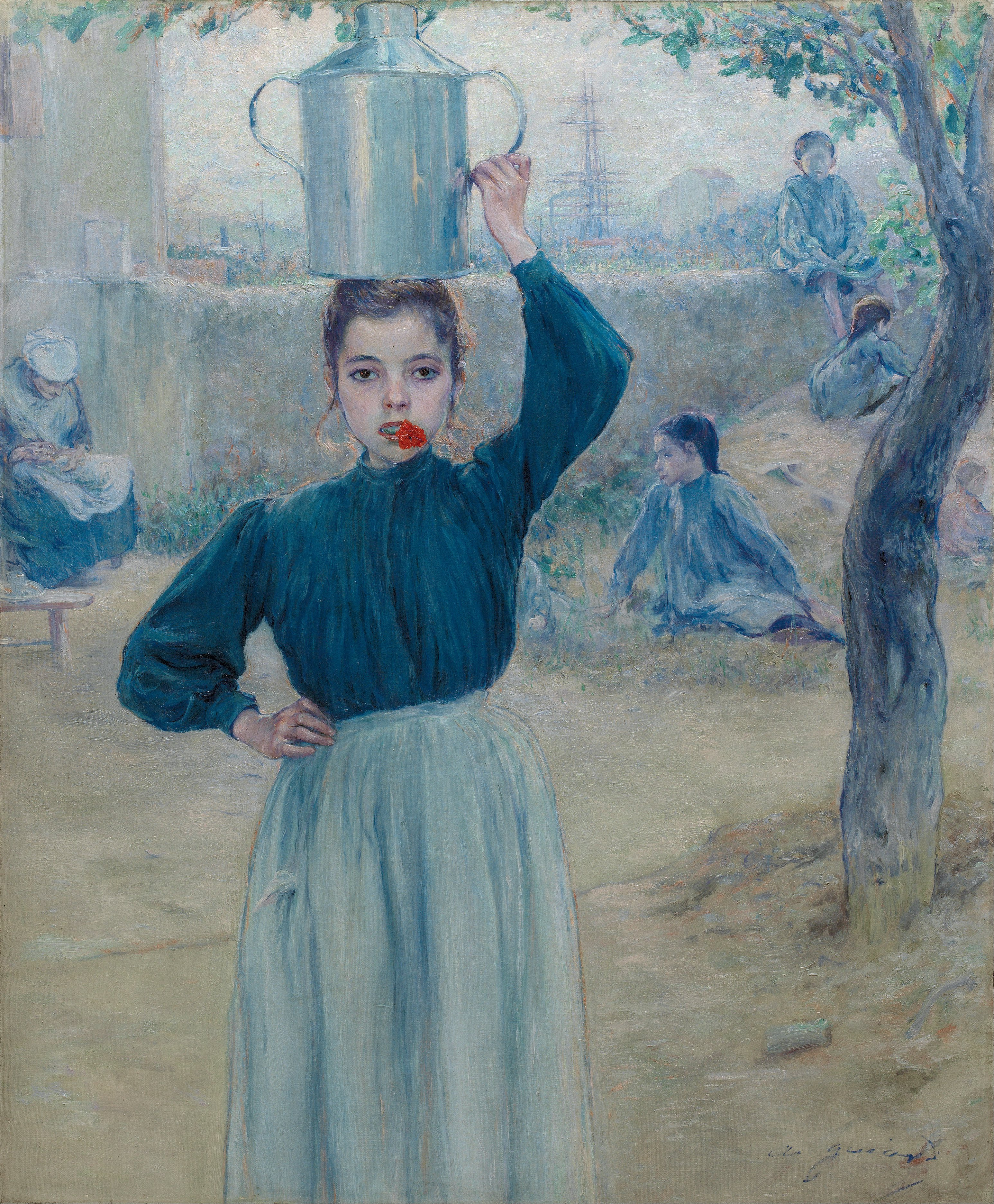
Aldeanita del clavel rojo

Adolfo Guiard Larrauri – hiszpański malarz pochodzący z Kraju Basków, prekursor impresjonizmu w swoim regionie.
Pochodził z wielodzietnej rodziny, był jednym z pietnaściorga dzieci francuskiego fotografa Alphonsa Guiarda i Juliany Larrauri. Początkowo uczył się u malarza Antonio Lecuona w jego pracowni w Bilbao. Następnie przeniósł się do Barcelony i do Paryża, gdzie zamieszkał w 1878 roku. W Paryżu uczęszczał do Akademii Colarossi i poznał Emila Zolę, Alphonsa Daudeta i Edgara Degasa, którego był uczniem. Redagowane przez Edmonda Renoira (brata znanego Augusta Renoira) La vie moderne zamieściło kilka rysunków Guiarda. Pod wpływem rozwijającego się w Paryżu impresjonizmu Guiard zaczął malować w plenerze.
W latach 1886-87 zamieszkał w Bilbao aby kontynuować malarstwo impresjonistyczne i jednocześnie odciąć się od wpływu nowych artystycznych prądów. W 1887 r. Sociedad Bilbaína zamówiła u niego 3 dzieła o dużych rozmiarach przedstawiające życie w Bilbao a w szczególności nową burżuazję. Tak powstały La ría de Axpe, En la terraza i Cazadores en la Estación del Norte.

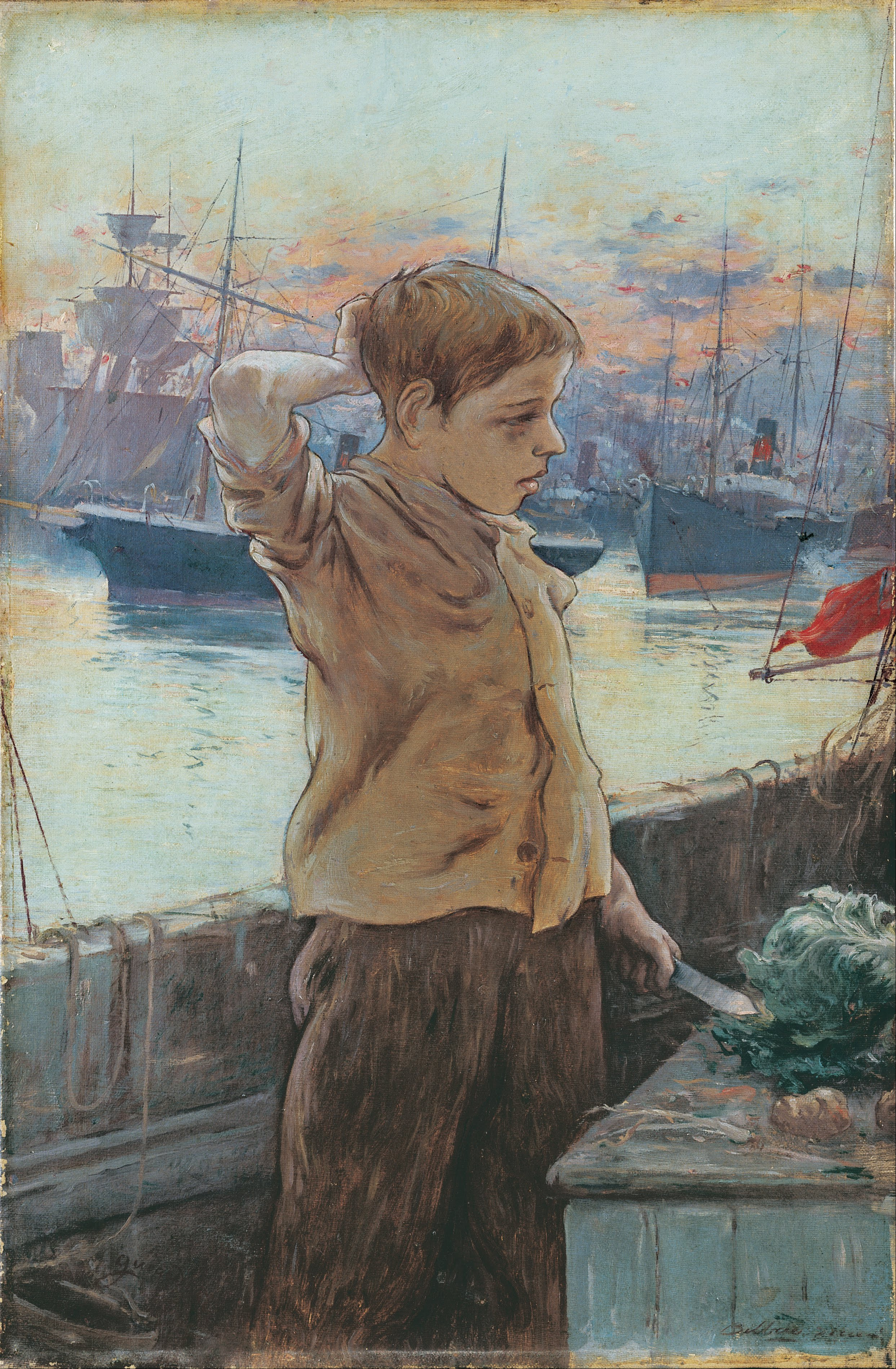
El cho (1887)

Szukając ciekawych plenerów przeprowadził się do Baquio, małej wiejskiej miejscowości w pobliżu Bilbao. Dzieła z Baquio przedstawiają życie i pracę ludzi ze wsi. W pracach z tego okresu Guiard skupia się na postaciach a pejzaż pozostaje na drugim planie, dominuje kolor zielony oraz niebieski i szary.

## Wybrane dzieła
- De promesa
- Aldeanita del clavel rojo, (Muzeum Sztuk Pięknych w Bilbao)
- El grumete
- Lavanderas en el río
- En la terraza
- Cazadores
- La siega